# 民主運動 (法國)
民主運動（法語：Mouvement démocrate，發音：[muv.mɑ̃ de.mɔ.kʁat]，缩写为MoDem，[mɔ.dɛm]）是法國的一个中間派政黨，由中間派政治家弗朗索瓦·貝魯所成立，前身為法國民主聯盟。
最初黨名為「民主黨」，但因法國已有名為「民主黨」的小型政黨而改名為「民主運動」。
傳統上，法國民主聯盟自瓦勒里·季斯卡·德斯坦創立以來一直支持右派政府。2002年人民運動聯盟成立後兩黨便密切合作，即使沒有入閣（除了吉勒·德羅賓），2002年—2007年，法國民主聯盟仍在參議院加入執政聯盟。但在席哈克第二任期起，法國民主聯盟逐漸獨立於人民運動聯盟。在貝魯的領導下，該黨甚至支持社會黨的不信任案。

## 歷史

### 2007年總統大選
2007年法國總統选举，貝魯提出全國團結政府。雖然止於第一輪，但他獲得18%的選票（部分原因來自其獨立性）。5月29日，他成立民主運動，加強其政治獨立的策略。民主運動也獲得激進共和聯盟支持。
部分法國民主聯盟反對這項政策，因為法國的加權投票制度會阻礙民主運動在議會選舉中獲得席次。這些成員創立新中間黨，繼續支持薩科齊。

### 2007年議會選舉
2007年法國立法選舉，民主運動拿到7.61%的票數。由於民主運動尚未正式成立，候選人以「法國民主联盟—民主運動」名義參選。該黨在國民議會中拿下三席（不包括阿卜杜拉提福·阿里。他曾短暫與新中間黨合作，但現在回到民主運動）。提艾里·貝努瓦議員曾公開批評該黨，但目前他仍留在民主聯盟並捍衛該黨政策。他表示他是由中間偏右和左派選民所選出。

### 正式成立
民主運動在2007年12月1日正式成立。貝魯當選領袖。

### 2012年法国总统选举和国民议会选举
2012年法国总统选举中，贝鲁代表民主运动第三次参加总统选举，但只获得了9.3%的选票。而在随后进行了2012年法国国会选举中，民主运动仅获得1.8%的选票，取得2席。

### 2017年法國總統選舉和國民議會選舉
2017年法國總統選舉中，貝魯自己不投入參選，不過他表態支持馬克宏。最後馬克宏當選總統。貝魯所領導的民主運動與馬克宏的共和前進！於議會選舉合作。

## 外部連結
- 官方網站 （页面存档备份，存于）